# Selig Schachnowitz
Selig Schachnowitz (geboren 27. Mai 1874 in Jurbarkas, Russisches Kaiserreich; gestorben 23. Januar 1952 in Zürich) war ein Publizist.

## Leben

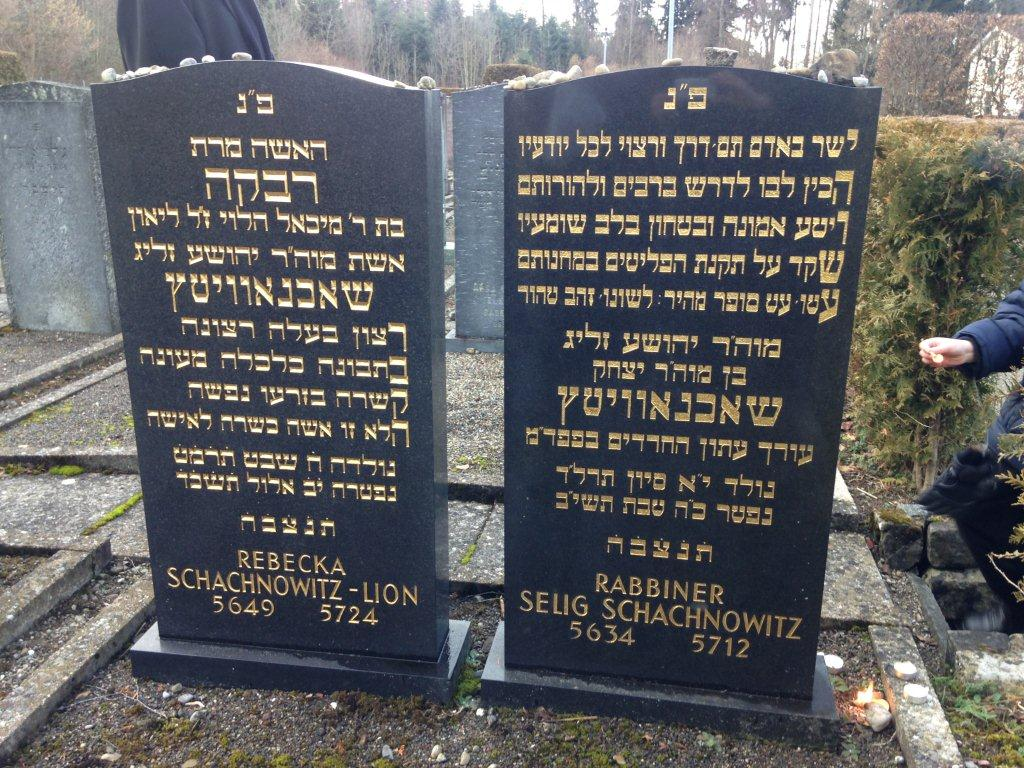
Grabstelle

Der Sohn von Isaak und Lea, geb. Riszmann, wurde in Litauen, Frankfurt am Main und in der Schweiz zum Lehrer ausgebildet.
Von 1901 bis 1908 wirkte er in der Synagoge in Endingen AG als Chasan. Bei seiner Ankunft, auf einer Reise nach Baden AG, hatte er seinem Hotelier seinen ersten Opus Chajim Moschiach zur Prüfung vorlegt, und fand ihn acht Tage später im Mainzer Israelit abgedruckt.
Danach wirkte er als Redakteur bei der modern-orthodoxen Zeitschrift Der Israelit in Frankfurt am Main, wo er auch Dozent an der Talmud-Hochschule von Salomon Breuer war. Mit seiner Frau Zessi, geb. Löb, hatte er die Tochter Gertrud (1910–2007). Nach einem Besuch in Eretz Israel schrieb er 1931 Zwischen Ruinen und Aufbau in Erez-Israel. Er emigrierte 1938 nach der Schließung des Verlags in die Schweiz.

## Werke
- Jenseits : Aus der jüdischen Lebenstragödie im Zarenlande. Frankfurt am Main : Israelit, 1914
- Salomo der Falascha : eine Geschichte aus der Gegenwart.  Frankfurt a. M.: Kauffmann, 1923
- Abraham Sohn Abrahams : eine Helden- und Märtyrergeschichte. Frankfurt a. M.: Israelit und Hermon, 1930
- weitere Romane ...